# Salvelinus maxillaris
Salvelinus maxillaris és una espècie de peix de la família dels salmònids i de l'ordre dels salmoniformes.

## Hàbitat
Viu en zones d'aigües dolces temperades (59°N-58°N, 5°W-4°W).

## Distribució geogràfica
Es troba a Escòcia.